# Jamaica en los Juegos Paralímpicos de Río de Janeiro 2016
Jamaica estuvo representada en los Juegos Paralímpicos de Río de Janeiro 2016 por tres deportistas, dos hombres y una mujer. El equipo paralímpico jamaicano no obtuvo ninguna medalla en estos Juegos.